# 高取ヒデアキ
高取 ヒデアキ（たかとり ひであき、1967年3月4日 - ）は、日本の歌手、ソングライター。
東京都生まれ。血液型はB型。本名：高取 秀明（読みは同じ）

## 略歴・人物
1994年、ロックバンド「WEATHER SIDE」（元オメガトライブの高島信二・西原俊次が中心となって結成）のボーカルとしてデビュー。同バンド解散後、籠島裕昌、川瀬智、宮崎達也らと共にTraveling Ramblers（のちにRamblersと改名）としてライブハウスで活動。
1998年、実弟である高取伸和（NOBU、元COALTAR OF THE DEEPERS）とのユニット「COA」で再デビューし、活動の中心をアニメソングに移す。現在は自らの歌手活動にとどまらず詞や曲を数多く提供している。また2003年には総勢10人で構成するバンド「Z旗」にヴォーカルとして参加し、現在も精力的に活動中。自身が手がける楽曲の編曲には、主に籠島裕昌を起用している。
2004年のスーパー戦隊“魂”2004への出演時、数日前に盲腸で入院し、仮退院してライブ出演したことを明かした。司会のショッカーO野から「病院抜け出してライブに出るようなことはしちゃダメ！」と突っ込まれ、「明日切ります」と返した。
池田彩とはソロデビュー時から懇意にしており、池田から『師匠』と呼ばれている。曽祖父は佐賀県で杵島炭鉱を拓いて大成功を収め、「肥前の炭鉱王」と名を馳せた高取伊好。佐藤栞里の遠い親戚でもある。

## ディスコグラフィ

### ベスト・アルバム
|     | 発売日        | タイトル | 規格品番   | レーベル       |
| --- | ------------- | -------- | ---------- | -------------- |
| 1st | 2010年7月21日 | 参上!    | COCX-36247 | 日本コロムビア |

## 代表曲

### アニメ

#### COA名義
実弟・高取伸和とのユニット。最初は「Current Of Air」（気流、風潮）の略としていたが、後ほど「Collaboration Of Arts」の略となった。コンセプトは「近未来不良少年」とのこと。
- グランダー武蔵RV（1998年）
  - Chase The Wind（OP）
  - 奇跡の出会い 〜ルアーフィッシング讃歌〜（挿入歌）※高取秀明（COA）名義
- 劇場版 ビーストウォーズII 超生命体トランスフォーマー ライオコンボイ危機一髪!（1998年）
  - SPACE DREAMER 〜遥かなるビーストウォーズ〜（OP）
  - MY SHOOTING STAR（ED）
- 劇場版 ビーストウォーズメタルス コンボイ大変身!（1999年）
  - あの夢の彼方へ（OP）
  - WA! WA! ワンダーランド（ED）
- ごぞんじ! 月光仮面くん（1999年）
  - 月光仮面は誰でしょう（OP）
  - 未来は君の中に（CDS「月光仮面は誰でしょう」c/w）
  - 月光仮面は誰でしょう（ムーンライト・ミックス）（「ごぞんじ! 月光仮面くん 正義の音楽集 歌とBGM」収録）
- ビックリマン2000（1999年）
  - 戦使達の翼（OP）

#### はなまる楽団名義
『ぐるぐるタウンはなまるくん』お歌のコーナーを担当する音楽ユニット。
- ブギウギ玉子焼き
- カモカモ25
- たたかえ! はなまる王子
- 耳にタコ
- ストレート・マン
- ワァッ! HA! HA! マイ・ホーム
- ベジ・タブル・ベジベ〜ジ（だ・か・ら、野菜は最高）
- たたかえ! はなまるキング
- 2001年ガンバッた
- TURBO! はなまるキング!

#### R.A.M.名義
平間あきひこ、Sister MAYOとの音楽ユニットで「Rundum・Access・Module」の略。『電脳冒険記ウェブダイバー』の主題歌を担当。
- DIVER＃2100（電脳冒険記ウェブダイバー OP1）
- SO DIVE!（電脳冒険記ウェブダイバー OP2）
- SYNC,〜君がいるから〜（電脳冒険記ウェブダイバー CDS「DIVER＃2100」c/w）
- CYBER WARRIORS!（電脳冒険記ウェブダイバー CDS「SO DIVE!」c/w）
- DIVER#2100（Rev.5.11）（「電脳冒険記ウェブダイバー うたってダイブ! WEBDIVER SONG COLLECTION」収録）

#### 高取ヒデアキ名義
- 眠くなるまで（しあわせソウのオコジョさん ED）
- オコジョ番長のテーマ（しあわせソウのオコジョさん 挿入歌）
- ボーイズ・アンド・ガールス!（真・女神転生Dチルドレン ライト&ダーク OP、作詞・作曲も担当）
- SONIC DRIVE（ソニックX OP）※影山ヒロノブとのデュエット
- Transformers 〜鋼鉄の勇気〜（超ロボット生命体トランスフォーマー マイクロン伝説 OP、作詞・作曲も担当）
- Sand Mission（砂ぼうず OP）※演奏：Z旗
- 砂ぼうず絵描き唄（砂ぼうず ED）
- Trust yourself（キン肉マンII世 ULTIMATE MUSCLE2 OP、作詞・作曲も担当）※演奏：Z旗
- 祝!（ハピ☆ラキ）ビックリマン（祝!（ハピ☆ラキ）ビックリマン OP、作詞・作曲も担当）
- へんしんダンス!（はっけん たいけん だいすき! しまじろう ダンスのコーナー）
- ライブオン!（ライブオン CARDLIVER 翔 OP、作詞も担当）
- なみのりダダ〜ンス（はっけん たいけん だいすき! しまじろう ダンスのコーナー）
- BLAZING BLUE FLARE（デジモンクロスウォーズ 挿入歌、作曲も担当）
- 折れないハート（遊☆戯☆王ZEXAL II OP、作詞・作曲も担当）※演奏：Z旗
- 宇宙戦艦ヤマト（宇宙戦艦ヤマト2199 テレビ放送版 OP）※Project Yamato 2199 参加

### 特撮
- ハリケンジャー参上!（忍風戦隊ハリケンジャー OP）
- 風よ、水よ、大地よ、（忍風戦隊ハリケンジャー 挿入歌、作詞・作曲も担当）
- Hi-Dee-Hoo! シュリケンジャー（忍風戦隊ハリケンジャー 挿入歌）
- ハリケンジャー参上! 〜シュシュッと銀幕バージョン〜（忍風戦隊ハリケンジャー シュシュッと THE MOVIE 主題歌）※出演者16人と共に歌唱
- Fight! for the earth!!（爆竜戦隊アバレンジャー 挿入歌）
- ビルドアップ! デカレンジャーロボ（特捜戦隊デカレンジャー 挿入歌）
- 飛べよデカウイングロボ!（特捜戦隊デカレンジャー 挿入歌）
- ファンタスティック マジアクション（魔法戦隊マジレンジャー 挿入歌、作詞も担当）
- S.G.S 〜いざ進めサージェス!〜（轟轟戦隊ボウケンジャー 挿入歌、作詞・作曲も担当）※サージェス合唱団 参加[4]
- 眩き閃光! ボウケンシルバー（轟轟戦隊ボウケンジャー 挿入歌、作詞も担当）※演奏：Z旗
- 暗黒闘技 臨獣拳!（獣拳戦隊ゲキレンジャー 挿入歌）※コーラス担当（メインヴォーカルは齋藤謙策）
- 情熱 〜We are Brothers〜（仮面ライダー×スーパー戦隊 スーパーヒーロー大戦 主題歌）※Hero Music All Stars 参加
- みんな集まれ! キョウリュウジャー（獣電戦隊キョウリュウジャー ED、作詞・作曲も担当）※演奏：Z旗
- 蒸着 〜We are Brothers〜（仮面ライダー×スーパー戦隊×宇宙刑事 スーパーヒーロー大戦Z 主題歌）※HERO MUSIC ALL STARS Z 参加
- GABURINCHO OF MUSIC!（劇場版 獣電戦隊キョウリュウジャー ガブリンチョ・オブ・ミュージック 主題歌、作詞・作曲も担当）※鎌田章吾、メインキャスト6人と共に歌唱
- みんな・デ・カーニバル（獣電戦隊キョウリュウジャーVSゴーバスターズ 恐竜大決戦! さらば永遠の友よ 主題歌）※鎌田章吾とのデュエット
- みんな集まれ! キョウリュウジャー（2114年ver.）（帰ってきた獣電戦隊キョウリュウジャー 100 YEARS AFTER ED、作詞・作曲も担当）
- 忍ばずわっしょい! シュリケンジン（手裏剣戦隊ニンニンジャー 挿入歌、作詞も担当）※宮島咲良とのデュエット、演奏：Z旗
- ゴールデンパートナー（騎士竜戦隊リュウソウジャー 挿入歌）
- 界賊オペレイション! ツーカイオー（機界戦隊ゼンカイジャー 挿入歌、作曲も担当）※演奏：ZETKI
- Waking the King（王様戦隊キングオージャー 挿入歌）
- Pride and Brave（王様戦隊キングオージャー スペシャルED[注 4]）

#### Project.R参加
『スーパー戦隊シリーズ』の楽曲を担当する音楽グループ。
- 炎神セカンドラップ -TURBO CUSTOM-（炎神戦隊ゴーオンジャー ED）※五條真由美とのデュエット
- 炎神サードラップ -AERO Dynamic CUSTOM-（炎神戦隊ゴーオンジャー ED）※コーラス担当（メインヴォーカルはYOFFY&岩崎貴文）
- 炎神フォーメーションラップ -劇場Bang! CUSTOM-（炎神戦隊ゴーオンジャー BUNBUN!BANBAN!劇場BANG!! 主題歌）※当時のメンバー全員で歌唱
- 炎神ウイニングラン -Type Formula-（炎神戦隊ゴーオンジャー ED）※当時のメンバー全員で歌唱
- 四六時夢中シンケンジャー（侍戦隊シンケンジャー ED、作曲も担当）※演奏：Z旗
- 斗え! シンケンジャー（侍戦隊シンケンジャー 挿入歌、作詞も担当）
- どこまでもシンケンジャー（侍戦隊シンケンジャー 挿入歌、作詞・作曲も担当）※演奏：Z旗
- 四六時夢中 シンケンジャー 〜銀幕版〜（侍戦隊シンケンジャー 銀幕版 天下分け目の戦 主題歌、作曲も担当）※メインキャスト6人と共に歌唱、演奏：Z旗
- 侍ファーストラップ 〜銀幕BANG!!〜（侍戦隊シンケンジャーVSゴーオンジャー 銀幕BANG!! 主題歌、一部作曲も担当）※YOFFY、Sister MAYOとの3人で歌唱
- 闘え! そして糧を得よ!（天装戦隊ゴセイジャー 挿入歌、作曲も担当）
- バーサス! スーパー戦隊（スーパー戦隊VSシリーズ劇場 OP）※YOFFY、谷本貴義との3人で歌唱
- ゴセイアルティメット 〜希望の樹の華（天装戦隊ゴセイジャー 挿入歌）※コーラス担当（メインヴォーカルはNoB）
- スーパー戦隊 ヒーローゲッター（海賊戦隊ゴーカイジャー ED）※当時のメンバー全員で歌唱
- スーパー戦隊 ヒーローゲッター 〜199ver.（ゴーカイジャー ゴセイジャー スーパー戦隊199ヒーロー大決戦 主題歌）※当時のメンバー全員で歌唱
- ザンギャックゲッター（「海賊戦隊ゴーカイジャー全曲集 KANZENお宝ソングボックス」収録）※悪役キャスト4人と当時のメンバー全員で歌唱
- お宝を探せ!（海賊戦隊ゴーカイジャー 挿入歌、作詞・作曲も担当）※Z旗名義
- スーパー戦隊 ヒーローゲッター 〜Now&Forever ver.（「海賊戦隊ゴーカイジャー全曲集 KANZENお宝ソングボックス」収録）※当時のメンバー全員で歌唱
- Boost Up! ビートバスター（特命戦隊ゴーバスターズ 挿入歌、作曲も担当）※演奏：Z旗
- Brand New Spark!（特命戦隊ゴーバスターズ 挿入歌）
- 動物戦隊ジュウオウジャー（動物戦隊ジュウオウジャー OP、作曲も担当）※演奏：Z旗
- スーパー戦隊 ヒーローゲッター2016（動物戦隊ジュウオウジャー スペシャルED[注 5]）※選抜メンバー11人で歌唱
- ドデカイオー現る!（動物戦隊ジュウオウジャー 挿入歌、作詞も担当）※Z旗名義
- 忍ぶどころか 本能覚醒!（劇場版 動物戦隊ジュウオウジャーVSニンニンジャー 未来からのメッセージ from スーパー戦隊 挿入歌、作詞・作曲も担当[注 6]）※大西洋平とのデュエット
- キューレットザチャンス（宇宙戦隊キュウレンジャー 挿入歌）※Sister MAYOとのデュエット
- 巨大宇宙戦艦バトルオリオンシップ（宇宙戦隊キュウレンジャー 挿入歌）※石原慎一、NoB、うちやえゆかとの4人で歌唱
- ルパンレンジャー Here we go!（快盗戦隊ルパンレンジャーVS警察戦隊パトレンジャー 挿入歌、作詞・作曲も担当）※ZETKI名義
- スーパー戦隊 ヒーローゲッター 〜テン・ゴーカイジャーver.〜（テン・ゴーカイジャー 主題歌）※選抜メンバー14人で歌唱

### その他
- 戦え! ガチャフォース（ニンテンドー ゲームキューブ用ソフト「ガチャフォース」 主題歌）[5]
- 走れ! ビジネスマン!!（ABCマート CMソング）
- 日本工学院 CMソング
- ラララ...=LOVE×LINK×LIVE=（super hero festival original sound tracks vol.1「ラララ...=LOVE×LINK×LIVE=」収録）
- truth（super hero festival original sound tracks vol.1「ラララ...=LOVE×LINK×LIVE=」収録）
- スパーキーのうた（瀬戸内海放送 キャラクターソング）[6]
- Angel Snow（super hero festival original sound tracks vol.3「Sound Merry - Go - Round」収録）
- 無限戦士アニキンダーの唄（日本テレビ系ドラマ「マイ☆ボス マイ☆ヒーロー」劇中歌）
- Rock'n'roll★HERO（super hero festival original sound tracks vol.4「Mind Map Music」収録）
- ラララ...=LOVE×LINK×LIVE=<live version>（super hero festival original sound tracks vol.4「Mind Map Music」収録）
- マックスロボのテーマ[注 7]（日本テレビ系ドラマ「セクシーボイスアンドロボ」劇中歌）
- 装甲車輪ゴローダーGT（炎神戦隊ゴーオンジャー CMソング）
- ザ・ニンジャ! SA・SU・KE（「2009 うんどう会4 ザ・ニンジャ! SA・SU・KE」収録）
- FIGHT RIDE!（データカードダス「仮面ライダーバトル ガンバライド」第7〜9弾イメージソング・挿入歌）[7][8]
- レジェンド戦隊シリーズ（海賊戦隊ゴーカイジャー CMソング）
- LEGEND RIDE!（データカードダス「仮面ライダーバトル ガンバライド」第10〜11弾イメージソング・挿入歌）[9][10][11]
- Rescue!!（パチンコ機「CRスーパーマンリターンズ」挿入歌）
- 俺たちのトライエイジ!（カードゲーム「ガンダムトライエイジ」 PV挿入歌）[12][13][14]
- ねずみ花火（「2012 うんどう会5 ねずみ花火」収録）
- Gの軌跡（カードゲーム「ガンダムトライエイジ ジオンの興亡」 PV挿入歌）[15][16]
- いえるかな しんかんせん（のりスタNEO 挿入歌）
- GO GO! ドラゴン（「2014 うんどう会5 GO GO! ドラゴン」収録）
- ズババ☆バーン!（「セトちゃんのうんとこどっこい運動会24」収録）
- 弾神オドロッカー（弾神オドロッカー テーマソング）[17]
- トッキュウジャー商品を買ってゲット! キャンペーン（烈車戦隊トッキュウジャー CMソング、作曲も担当）[18]
- 剛毅木訥仁に近し 〜気高き魂〜（北斗の拳 激打MAX 〜1億人のタイピング伝説〜 テーマソング）
- WILD TIME（弾神オドロッカー イメージソング）[19]
- うんとこ☆No.1（「セトちゃんのうんとこどっこい運動会25」収録）[20][21]
- 爽快ヒーロー スカットマン（よみうりランド プールWAI オリジナルヒーロー主題歌、作曲も担当）[22][23]
- 鼓舞太鼓（「2016 うんどう会5 鼓舞太鼓」収録）
- ゆけ! まもって騎士（ニンテンドー3DSダウンロード専用ソフト「みんなでまもって騎士 姫のトキメキらぷそでぃ」OP）[注 8][24]
- Get Chance! ポケモンガオーレ!（アーケードゲーム「ポケモンガオーレ」1〜5弾主題歌、作曲も担当）※池田彩、鎌田章吾との3人で歌唱[25][26]
- ダッシュ! ポケモンガオーレ!（アーケードゲーム「ポケモンガオーレ」ダッシュ1〜5弾主題歌、作曲も担当）※池田彩、小林竜之との3人で歌唱[27]
- 勇気を出して 〜One for All, All for One〜（唐津サテライト館テーマソング、作曲も担当）[28][29]
- ウルトラレジェンド! ポケモンガオーレ!（アーケードゲーム「ポケモンガオーレ」ウルトラレジェンド1〜5弾主題歌、作曲も担当）※池田彩、小林竜之との3人で歌唱[30]
- presenter（知的書評合戦ビブリオバトル テーマソング、作詞・作曲も担当）[31][32][33]
- グランドラッシュ! ポケモンガオーレ!（アーケードゲーム「ポケモンガオーレ」グランドラッシュ1〜5弾主題歌、作曲も担当）※池田彩、鎌田章吾、小林竜之との4人で歌唱[34]
- 開花転生（黄泉の遊園地 STYX LAND 最期のキャラショー「鐵華MEN」テーマソング、作詞・作曲も担当）[35][36]
- 超高速Qファイター（富士急ハイランド グランドオープン50周年記念新ヒーロー テーマソング、作詞・作曲も担当）[37][38][39]
- Symbiosis（「Symbiosis」収録、作曲も担当）※松本梨香とのデュエット
- Sweet Song（Symbiosis Ver.）[注 9]（「Symbiosis」c/w、作詞・作曲も担当）※松本梨香とのデュエット
- ヲタファの秘密基地（玩具レビューチャンネル「ヲタファの秘密基地」メインテーマソング、作詞[注 10]・作曲も担当）[40][41][42][43][44][45]
- HOME 〜きっと僕らはここで巡り会うから〜（アニソン登山部4小節作詞作曲リレー、自身の歌唱パートのみ作詞・作曲も担当）※アニソン登山部の一員として参加[注 11][46]
- Heroes Go!（ローカルヒーロー賛歌、作詞・作曲も担当）[47]

### カバー
- おはよう。（コロムビアバージョン）（HUNTER×HUNTER OP）※Cover Boys名義
- わが青春のアルカディア（パチンコ機「CRフィーバーキャプテンハーロック」挿入歌）

## 作詞・作曲・コーラス提供

### アニメ
- Chase The Wind（ミラクルヴァージョン）（グランダー武蔵RV キャラクターソング 作詞・作曲）※歌：武蔵（高乃麗）、卓（水原リン）、ミラクル・ジム（辻谷耕史）
- 輝け 勇気。〜ケントのテーマ〜（電脳冒険記ウェブダイバー CDS「Fighters」c/w 作詞）※歌：結城ケント（小林由美子）
- GET A VICTORY（爆闘宣言ダイガンダー 挿入歌 作詞・作曲）※歌：遠藤正明
- 銀河の煌（銀河鉄道物語 ED 作詞・作曲）※歌：ささきいさお
- 「笑うが勝ち!」でGO!（ふたりはプリキュア Splash Star ED 作曲）※歌：五條真由美
- blessing（ふたりはプリキュア Splash Star イメージソング 作曲）※歌：うちやえゆか&五條真由美
- レッツゴぉ〜♪ピンキーストリート（ピンキーストリート OP 作曲）※歌：森麻花
- ピース☆でbye-bye（ピンキーストリート ED 作曲）※歌：森麻花
- Pa!っとハレバレじゃん♪（ふたりはプリキュア Splash Star キャラクターソング 作曲）※歌：日向咲（樹元オリエ）、美翔舞（榎本温子）、うちやえゆか、五條真由美
- 海に月、心に光、キラキラと。（ふたりはプリキュア Splash Star キャラクターソング 作曲）※歌：日向咲（樹元オリエ）
- とびっきり! 勇気の扉（Yes!プリキュア5 キャラクターソング 作曲）※歌：春日野うらら（伊瀬茉莉也）
- 1,2,シュート! 〜Five Explosion〜（Yes!プリキュア5 キャラクターソング 作曲）※歌：夢原のぞみ（三瓶由布子）&ぷりきゅあ5
- なーれ なーれ マイ マイスター!（はたらキッズマイハム組 ED 作詞・作曲）※歌：宮本佳那子
- あの宇宙を、征け（タイタニア OP 作詞・作曲）※歌：錦織健
- 希望のかけら（Yes!プリキュア5 GoGo! イメージソング 作曲）※歌：うちやえゆか
- Let's!フレッシュプリキュア!（フレッシュプリキュア! OP 作曲）※歌：茂家瑞季
- プリキュアMelody☆（フレッシュプリキュア! イメージソング 作曲）※歌：茂家瑞季
- Let's! フレッシュプリキュア! 〜Hybrid ver.〜（フレッシュプリキュア! OP 作曲）※歌：茂家瑞季
- Let's! フレッシュプリキュア! 〜Hybrid ver.〜 for the Movie（映画 フレッシュプリキュア! おもちゃの国は秘密がいっぱい!? OP）※歌：茂家瑞季 with キュアフレッシュ!
- ハピネス☆Wonder land 〜笑顔のおくりもの〜（フレッシュプリキュア! キャラクターソング 作曲）※歌：キュアフレッシュ!&M*cube
- Alright! ハートキャッチプリキュア!（ハートキャッチプリキュア! OP 作曲）※歌：池田彩
- カガクル! ミラクル!（マリー&ガリー ver.2.0 OP 作曲）※歌：マリカ&ノリカ（千葉千恵巳&井上麻里奈）
- 私を未来に連れてって（マリー&ガリー ver.2.0 挿入歌 作曲）※歌：マリカ&ノリカ（千葉千恵巳&井上麻里奈）
- OPEN THE WORLD（ハートキャッチプリキュア! キャラクターソング 作曲）※歌：花咲つぼみ（水樹奈々）
- Tomorrow Song 〜あしたのうた〜（ハートキャッチプリキュア! ED 作曲）※歌：工藤真由、演奏：Z旗
- HEART GOES ON（ハートキャッチプリキュア! 挿入歌 作曲）※歌：工藤真由&池田彩
- ドンドコモンで盛り上がれ!（デジモンクロスウォーズ イメージソング 作曲）※歌：小野田浩二
- Alright! ハートキャッチプリキュア! for the Movie（映画 ハートキャッチプリキュア! 花の都でファッションショー…ですか!? OP 作曲）※歌：池田彩 with ハートキャッチプリキュア
- Tomorrow Song 〜あしたのうた〜 for the Movie（映画 ハートキャッチプリキュア! 花の都でファッションショー…ですか!? ED 作曲）※歌：工藤真由 with ハートキャッチプリキュア
- そして、また歩きだそう（ハートキャッチプリキュア! イメージソング 作曲）※歌：池田彩&工藤真由
- Tomorrow Song 〜あしたのうた〜（English ver.）（「ハートキャッチプリキュア! ボーカルベスト」収録 作曲）※歌：MICKEY-T
- ワンダフル↑パワフル↑ミュージック!!（スイートプリキュア♪ ED 作曲）※歌：池田彩
- ドレミファプリキュア♪（スイートプリキュア♪ イメージソング 作曲）※歌：工藤真由&池田彩 with ハミィ（三石琴乃）
- ONE 〜こころをひとつに〜（スイートプリキュア♪ キャラクターソング 作曲）※歌：チーム スイートプリキュア♪
- MY TONE 〜ココロノネイロ〜（スイートプリキュア♪ キャラクターソング 作曲）※歌：工藤真由 with フェアリートーン
- Let's go! スマイルプリキュア!（スマイルプリキュア! OP 作曲）※歌：池田彩、演奏：Z旗
- イェイ! イェイ! イェイ!（スマイルプリキュア! ED 作曲）※歌：吉田仁美
- Road（OVA 金田一少年の事件簿 黒魔術殺人事件 主題歌 作曲）※歌：池田彩、演奏：Z旗
- スマイルカーニバル!!（スマイルプリキュア! イメージソング 作曲）※歌：吉田仁美
- Together 〜探検ドリランド〜（探検ドリランド OP 作曲）※歌：さくら
- 満開*スマイル!（スマイルプリキュア! ED 作曲）※歌：吉田仁美
- オープン ア ブック（のりスタNEO OP 作曲）※歌：田野アサミ
- ドキドキPower!!!（ドキドキ!プリキュア イメージソング 作曲）※歌：池田彩
- プリキュアDAYS☆（ドキドキ!プリキュア イメージソング 作曲）※歌：吉田仁美
- Holy Lonely Justice（ハピネスチャージプリキュア! キャラクターソング 作曲）※歌：キュアフォーチュン（戸松遥）
- Phantom Shadow 〜絶望という名のもとに〜（ハピネスチャージプリキュア! キャラクターソング 作曲）※歌：ファントム（野島裕史）
- イマココカラ（映画 プリキュアオールスターズ 春のカーニバル♪ 挿入歌 作曲）※歌：プリキュアオールスターズ
- 39フェアリーズ（映画 プリキュアオールスターズ 春のカーニバル♪ 挿入歌 作曲）※歌：うちやえゆか
- オドレン・ウタエン盗賊伝（映画 プリキュアオールスターズ 春のカーニバル♪ 挿入歌 作曲）※歌：オドレン&ウタエン（中田敦彦&藤森慎吾）
- イマココカラ[注 12]（映画 プリキュアオールスターズ 春のカーニバル♪ 主題歌 作曲）※歌：モーニング娘。'15
- イマココカラ 歴代プリキュア歌手バージョン（「映画 プリキュアオールスターズ 春のカーニバル Blu-ray/DVD特装版 特典CD」収録 作曲）※歌：五條真由美、うちやえゆか、池田彩、二場裕美
- プリキュアたいそう&プリキュア音頭〜スマイルWink〜（Go!プリンセスプリキュア、魔法つかいプリキュア! 挿入歌 作曲）※歌：五條真由美
- Perfect Black（Go!プリンセスプリキュア キャラクターソング 作曲）※歌：クローズ（真殿光昭）、シャット（日野聡）、ロック（甲斐田ゆき）
- 秘薬のレシピ（映画 プリキュアオールスターズ みんなで歌う♪奇跡の魔法! 挿入歌 作曲）※歌：トラウーマ（山本耕史）、ソルシエール（新妻聖子）
- やっとあえたね!（映画 プリキュアオールスターズ みんなで歌う♪奇跡の魔法! 挿入歌 作曲）※歌：五條真由美
- キラキラしちゃえ!（魔法つかいプリキュア! キャラクターソング 作曲）※歌：花海ことは（早見沙織）
- ヒーリングっど♥プリキュア Touch!!（ヒーリングっど♥プリキュア OP 作曲）※歌：北川理恵
- ヒーリングっど♥プリキュア Touch!! 〜Precure Quartet Ver〜（ヒーリングっど♥プリキュア キャラクターソング 作曲）※歌：キュアグレース（悠木碧）、キュアフォンテーヌ（依田菜津）、キュアスパークル（河野ひより）、キュアアース（三森すずこ）
- Shinobi 4.0 忍者のすゝめ（アイドルマスター シンデレラガールズ劇場 Extra Stage 第24話ED 作曲）※歌：浜口あやめ（田澤茉純）
- SHA☆LA☆LA☆しゃらくせぇ!!!（洒落どる（パイロットフィルム） 主題歌 作曲）※歌：Lir:∀[48]

### 特撮
- いま 風のなかで（忍風戦隊ハリケンジャー ED 作詞・作曲）※歌：影山ヒロノブ
- 蒼き情熱（爆竜戦隊アバレンジャー キャラクターソング 作詞・作曲）※歌：三条幸人（冨田翔）
- ミッドナイト デカレンジャー（特捜戦隊デカレンジャー ED 作曲）※歌：ささきいさお
- “TETSU”の意志で!（特捜戦隊デカレンジャー キャラクターソング 作詞・作曲・コーラス）※歌：テツ（吉田友一）
- Go! Yellow thunder（魔法戦隊マジレンジャー キャラクターソング 作曲）※歌：小津翼（松本寛也）
- Radiance 〜ウルトラマンヒカリのテーマ〜（ウルトラマンメビウス外伝 ヒカリサーガ 主題歌 作詞・作曲）※歌：Project DMM
- HEROES!（ウルトラマンメビウス 挿入歌 作詞）※歌：Project DMM
- 俺流!! ゲキバイオレット（獣拳戦隊ゲキレンジャー 挿入歌 作曲）※歌：石原慎一、演奏：Z旗
- Wandering Wolf（獣拳戦隊ゲキレンジャー キャラクターソング 作詞・作曲）※歌：深見ゴウ（三浦力）
- つらぬけ武士道（侍戦隊シンケンジャー 挿入歌 作詞・作曲）※歌：小野田浩二
- 青浪世直し（侍戦隊シンケンジャー キャラクターソング 作曲）※歌：池波流ノ介（相葉弘樹）
- 海賊（つわもの）たち 〜宇宙海賊のテーマ〜（海賊戦隊ゴーカイジャー 挿入歌 作詞）※歌：宮内タカユキ
- パーフェクション!（特命戦隊ゴーバスターズ キャラクターソング 作曲）※歌：陣マサト&ビート・J・スタッグ（松本寛也&中村悠一）、演奏：Z旗
- しのび哀（忍風戦隊ハリケンジャー 10 YEARS AFTER 挿入歌 作曲）※歌：JUN烈 feat.野乃ナナ
- Show me Call me I'm アミィ!（獣電戦隊キョウリュウジャー キャラクターソング 作詞・作曲）※歌：アミィ結月（今野鮎莉）、演奏：Z旗
- オレンジ色したニクいやつ（烈車戦隊トッキュウジャー キャラクターソング 作詞・作曲）※歌：虹野明（長濱慎）、演奏：Z旗
- ミッドナイト デカレンジャー 10 YEARS AFTER（特捜戦隊デカレンジャー 10 YEARS AFTER ED 作曲）※歌：ささきいさお
- ダイノ ダンス!（獣電戦隊キョウリュウジャーブレイブ 日本語吹替版ED 作曲）※歌：Yeo Hee（Project.R）
- Dino Dance!（다이노 댄스!）[注 13]（獣電戦隊キョウリュウジャーブレイブ 字幕版ED 作曲）※歌：Yeo Hee
- 夢見るアンドロイド（宇宙戦隊キュウレンジャー キャラクターソング 作曲）※歌：ラプター283（M・A・O）
- キセキをユメみる？（魔進戦隊キラメイジャー キャラクターソング 作曲）※歌：大治小夜（工藤美桜）、演奏：ZETKI
- 君に会うために（スーパー戦闘 純烈ジャー 劇中歌 作曲）※歌：純烈、演奏：ZETKI
- 二刀流! スーパーツーカイオー（機界戦隊ゼンカイジャー 挿入歌 作曲）※歌：MoJo、演奏：ZETKI
- 月ノミゾ知ル。（暴太郎戦隊ドンブラザーズ キャラクターソング・挿入歌 作詞・作曲）※歌：桃井タロウ（樋口幸平）、ソノイ（富永勇也）、演奏：ZETKI
- 真っ赤な2人（スーパー戦闘 純烈ジャー 追い焚き☆御免 劇中歌 作曲）※歌：白川裕二郎、長井短、演奏：ZETKI
- 逆転アゲサゲ音頭（爆上戦隊ブンブンジャー 挿入歌 作詞・作曲）※歌：くじら
- 影を連れて（ナンバーワン戦隊ゴジュウジャー キャラクターソング 作詞・作曲）※歌：遠野吠（冬野心央）、演奏：ZETKI

### その他
- 35℃（「Iridescent+」収録 作曲）※歌：五條真由美
- キラキラ☆ICHIGO（「MOON」収録 作曲）※歌：CoCo☆HONEYMOON（榎本温子&山本麻里安）
- 激流（映画「クラッシャーカズヨシ 怒る」第3章 挿入歌 作曲）※歌：鈴木美潮、コーラス：宮内タカユキ、超力吾郎、高取ヒデアキ
- 逢瀬（CDS「激流」c/w 作曲）※歌：鈴木美潮、コーラス：高取ヒデアキ、谷本貴義
- 瞳の約束（CDS「不思議☆ユナイト」c/w 作曲）※歌：長嶋はるか
- そばにいるから（CDS「TO JOIN FORCES／そばにいるから」収録 作曲）※歌：池田彩 featuring 吉田仁美
- Lovin' you（CDS「WE CAN ∞／Lovin' you」収録 作曲）※歌：池田彩 featuring 五條真由美
- 純烈一途（CDS「愛でしばりたい タイプB」c/w 作詞[注 14]・作曲）※歌：純烈（友井雄亮）、演奏：Z旗
- グッド&ラッキー 〜みんなにGood Luck!〜（よみうりランド マスコットキャラクター イメージソング 作詞・作曲）※歌：うちやえゆか[49]
- Happy New Yeah!（ゲームアプリ「アイドルマスター シンデレラガールズ スターライトステージ」アンコールLIVE楽曲 作曲）※歌：島村卯月（大橋彩香）、渋谷凛（福原綾香）、本田未央（原紗友里）、佐藤心（花守ゆみり）、三村かな子（大坪由佳）[50]
- 炎の華（漫画「アイドルマスター シンデレラガールズ WILD WIND GIRL 第5巻 特装版オリジナルCD」収録 作曲）※歌：向井拓海（原優子）[51]
- 咲かせよ 沸かせよ バンバンBURN!（地域活性クロスメディアプロジェクト「温泉むすめ」ソロ曲 作詞・作曲）※歌：下呂美月（佐伯伊織）
- わたしオトナ化プラン♪（地域活性クロスメディアプロジェクト「温泉むすめ」ソロ曲 作曲）※歌：伊香保葉凪（茜屋日海夏）
- トキメキアドベンチャー!（地域活性クロスメディアプロジェクト「温泉むすめ」ソロ曲 作曲）※歌：祖谷メグリ（長久友紀）
- シリウスのpirouette（地域活性クロスメディアプロジェクト「温泉むすめ」ソロ曲 作曲）※歌：黒川姫楽（田中美海）
- 壊れてしまうその前に（「ベストにリメイク」収録 作詞[注 15]・作曲）※歌：池田彩
- LANTASIA（西武園ゆうえんち ナイトイベント「ホワイトランタジア 〜雪と氷の世界〜」テーマソング 作曲）※スキャット：五條真由美、うちやえゆか[52]
- はっぴーわーるど☆（「melodies」収録 作曲）※歌：秋田知里[53][54]
- 歌姫étude（「Trajectory of my life」収録 作詞・作曲）※歌：五條真由美[55]
- Shine! Extreme Girl（黄泉の遊園地 STYX LAND 最期のキャラショー「極FILLES」テーマソング 作詞・作曲）※歌：うちやえゆか[56][57]
- Sun! High! Gold!（ゲームアプリ「アイドルマスター シンデレラガールズ スターライトステージ」イベント楽曲 作曲）※歌：THE IDOLM@STER CINDERELLA GIRLS for BEST5!（本田未央（原紗友里）、北条加蓮（渕上舞）、夢見りあむ（星希成奏）、遊佐こずえ（花谷麻妃）、佐城雪美（中澤ミナ）)
- 動物戦隊ジュウオウジャー（村上幸平オリジナルCD「動物戦隊ジュウオウジャー」収録 作曲）※歌：村上幸平 featuring 高取ヒデアキ with ZETKI[58]
- TSUBASA AWAKENING（地域活性クロスメディアプロジェクト「温泉むすめ」ソロ曲 作曲）※歌：下呂美月（佐伯伊織）
- 雨量学習キャラクター 雨野量子さん（「雨野量子さん」キャラクターソング 作曲[注 16]）※歌：うちやえゆか[59]
- 大漁戦団サカナンジャー（動画クリエイター「フィッシャーズ」配信曲 作曲）※歌：Fischer's、演奏：ZETKI[60]
- デジャビュー（オリジナルアルバム「純烈魂1」収録 作詞・作曲）※歌：純烈、演奏：ZETKI

## イベント
- 講談社　夏のこどもまつり（2004年 - ）
- ANIME JAPAN FES
  - スーパー戦隊“魂”（2004年 - ）
  - スーパーヒーロー魂（2005年 - ）
- スーパーヒーローミュージックスタジオ（2010年 - 2011年）
- 〜東日本大震災チャリティアニソンコンサート〜（AnimeSong）Smile（2011年6月3日（金）中野サンプラザホール）
- 超英雄祭 KAMEN RIDER × SUPER SENTAI LIVE & SHOW（2013年 - ）

## 出演

### テレビ
- アニぱら音楽館（キッズステーション）
第070回 R.A.M.（2001年6月26日）
第081回 R.A.M.（2001年11月27日）
第092回 高取ヒデアキ（2002年5月6日）
第147回 串田アキラ、高取ヒデアキ（2004年7月21日）[注 17]
第148回 串田アキラ、高取ヒデアキ（2004年8月4日）[注 18]
第152回 yozuca*（2004年9月30日）[注 19]
第176回 高取ヒデアキ、菊地美香、Sister MAYO（2005年8月31日）[注 20][61]
第251回 Project.R（谷本貴義、Sister MAYO、大石憲一郎、高取ヒデアキ、五條真由美）（2008年8月5日）[注 21][62]
第264回 サイキックラバー、高取ヒデアキ（Z旗）（2009年3月3日）[注 22][63]
第274回 高取ヒデアキ、サイキックラバー、串田アキラ（2009年7月28日）[注 23][64]
第309回 南里侑香（2010年12月6日）[注 24]
第361回 EXTREME LIVE in 石巻 前編（2013年1月8日）[注 25]
第362回 EXTREME LIVE in 石巻 中編（2013年1月22日）[注 25]
第363回 EXTREME LIVE in 石巻 後編（2013年2月5日）[注 25]
第367回 鎌田章吾、高取ヒデアキ（2013年4月2日）[注 26][65][66]
第379回 総集編スペシャル（2013年9月20日）[注 27]
第403回 高取ヒデアキ、高橋秀幸、YOFFY、伊勢大貴（2014年9月5日）[注 28][67][68]
第404回 高取ヒデアキ、高橋秀幸、YOFFY、伊勢大貴（2014年9月19日）[注 29][69]
第439回 高取ヒデアキ、大西洋平（2016年4月2日）[70]
第443回 FLOW（2016年8月6日）[注 30]
- アニメソング大集合! 2002（テレビ埼玉 2002年2月10日、キッズステーション 2月11日）[注 31]
- 美少女戦士セーラームーン （TBS系 2004年5月8日）[注 32]
- アニメぱらだいす! #432（キッズステーション 2004年11月15日）[注 33]
- どれどれトーク（日テレG+ 2009年3月20日）[71]
- 熱中スタジアム「特撮ソング 戦隊&メタルヒーローソングナイト」（BShi、BS2 2010年5月20日）[72]
- スーパーヒーローミュージックスタジオ（東映チャンネル 2012年1月9日）[注 34]
- アニぱら音楽館 EXTREME LIVE in 石巻（キッズステーション 2013年1月1日）
- キングラン Presents アニソンキング supported by スカパー!（BSスカパー!、スカチャン5 2013年12月31日）
- どっと.×マッハてぃーびー（としまテレビ 2015年11月23日）[73]
- 水木一郎アニソン登山部 浅間を行く（CTK コミュニティテレビこもろ 12ch 2015年12月31日）[74]
- アニソンのど自慢G 〜天下一アニソン武闘会〜（NHK BSプレミアム 2016年3月27日）[75]
- 復活！どっと.×マッハてぃーびー（としまテレビ 2016年11月27日）[76]
- あしたのSHOW（TOKYO MX1 2019年1月21日）[77]
- はじめまして!一番遠い親戚さん（日本テレビ系 2022年8月10日）

### ラジオ
- 週刊メディア通信（コミュニティFM）
第628回（2010年7月14日）
第776回（2013年5月15日）
第984回（2017年5月8日）
- 五條・高取のANIMEX RADIO!!（文化放送 超!A&G+ 2011年7月4日、11日）
- MAYO・高取のANIMEX RADIO!!（文化放送 超!A&G+ 2011年12月）
- A&G ARTIST ZONE Project.Rの2h（文化放送 超!A&G+ 2011年12月7日）[78]
- 高取・松原のANIMEX RADIO!!（文化放送 超!A&G+ 2012年1月）
- 宮本佳那子×高橋秀幸の生っちゃライブ♪ショー 第3回（レインボータウンエフエム放送 2012年6月19日）[79]
- ショッカーO野の秘密基地へようこそ!! 第67回（2013年4月27日）[80]
- アニソン・アカデミー（NHK-FM）
第017回（2013年8月3日）
第309回（2019年12月21日）[注 35]
- アニキン〜Satellite Radio（文化放送 超!A&G+ 2013年9月14日）[81]
- 東映公認 鈴村健一・神谷浩史の仮面ラジレンジャー（文化放送）
第068回（2014年1月17日）
第170回（2016年1月1日）[注 36]
第174回（2016年1月29日）[注 37]
第249回（2017年7月7日）[注 38]
第250回（2017年7月14日）[注 38]
- 高梨康治「アキバ鋼鉄製作所」 第50回（アニメイトTV 2015年6月5日）
- メゾン・ド・イーコエ「カフェ・ド・ボイス・ダイアリー」（文化放送 超!A&G+ 2016年5月31日、6月7日）
- サタマニ♪ 6thシーズン 第34回（レインボータウンエフエム放送 2017年11月18日）[82]
- 特撮ラジオ 略して「トクラジ」 第47回（市川うららFM 2018年3月3日）[83]
- モーリーのSaturday RadioAUTO! 第50回（エフエム佐賀 2018年3月10日）[注 39][84]
- BANBANBANのラジオでポン!! 第107回（市川うららFM 2018年5月5日）[85]
- ねまランチ♪（FMねまらいん 2019年9月18日）[注 40]
- アイタイ・アイタイ（FMヨコハマ 2019年12月20日、27日）[注 41]
- RyuRyuとMichikoの幸せ時間♡ボナペティ（ラジオフチューズ 2021年5月18日）
- 超!A&G+スペシャル シュシュっと高取ヒデアキ祭（文化放送 超!A&G+ 2021年11月19日）[86]
- カスタード坂口の週刊ラジオアニメッツ炎（ファイヤー）（FMいちのみや 2022年12月9日）[注 42]
- sajiのみぞ知るセカイ（FM NACK5 2023年2月4日、11日）[注 43]
- 及川奈央とNewJack拓郎の『おめおじゃ!』（Tokyo Star Radio 2023年4月6日、13日、20日、27日）
- すきぱむラジオ（ラジオフチューズ 2023年11月24日）

### 映画
- '08真夏のゴーオンライブ!（2009年1月24日公開）[注 44]
- ゴーカイジャー ゴセイジャー スーパー戦隊199ヒーロー大決戦（2011年6月11日公開）[注 45][87]

### その他
- MUSIC にゅっと。#133（NOTTV1 2015年5月18日）[注 46][88]
- Project.R 復活前夜祭 vol.2 〜サイキックラバー×Z旗〜（SHOWROOM 2015年9月24日）[注 47][89]
- 動物戦隊ジュウオウジャー主題歌CD発売記念イベント（LINE LIVE 2016年3月2日）[注 48]
- ポケモンガオーレ スペシャルライブ（ニコニコ生放送 2016年6月11日、12日）[注 49][90]
- テレ朝夏祭りナビ! 動物戦隊ジュウオウジャー[注 50]（AbemaTV 2016年7月17日、21日、23日、25日、28日）[注 51]
- 【高取ヒデアキ・池田彩・鎌田章吾ゲスト】湯毛んち 特別編（ニコニコ生放送 2016年10月4日）[91]
- Tokyoより愛を込めるんで SPECIAL（YouTube 2020年3月1日、10日）[92][93]
- 大西洋平のTokyoより愛を込めるんでMiracle（YouTube 2020年9月8日）[94]

## 映像ソフト

### DVD
- 電脳冒険記ウェブダイバー 03（日本コロムビア 2001年9月29日発売）[注 52]
- 電脳冒険記ウェブダイバー 06（日本コロムビア 2001年12月29日発売）[注 53]
- 美少女戦士セーラームーン（8）（バンダイビジュアル 2004年10月22日発売）
- 砂ぼうず<無修正版> 2（ポニーキャニオン 2005年3月16日発売）[注 54]
- スーパー戦隊“魂”2004 LIVE（コロムビアミュージックエンタテインメント 2005年3月23日発売）
- スーパー戦隊“魂”II 2006 LIVE（コロムビアミュージックエンタテインメント 2007年1月24日発売）
- 炎神戦隊ゴーオンジャー BUNBUN!BANBAN!劇場BANG!! 特別限定版（東映ビデオ 2009年2月21日発売）[注 55]
- 劇場版 炎神戦隊ゴーオンジャーVSゲキレンジャー（東映ビデオ 2009年3月21日発売）
- スーパーヒーローミュージックスタジオ ZERO（東映ビデオ 2011年5月21日発売）
- スーパーヒーローミュージックスタジオ FIRST（東映ビデオ 2011年7月21日発売）
- スーパーヒーローミュージックスタジオ SECOND（東映ビデオ 2011年9月21日発売）
- スーパーヒーローミュージックスタジオ THIRD（東映ビデオ 2011年11月21日発売）
- ゴーカイジャー ゴセイジャー スーパー戦隊199ヒーロー大決戦（東映ビデオ 2011年11月21日発売）[注 56]
- 海賊戦隊ゴーカイジャー THE MOVIE 空飛ぶ幽霊船 コレクターズパック（東映ビデオ 2012年2月21日発売）[注 57][注 58]
- 仮面ライダー生誕40周年×スーパー戦隊シリーズ35作品記念 40×35 感謝祭 Anniversary LIVE & SHOW（東映ビデオ 2012年4月21日発売）
- 超英雄祭 KAMEN RIDER×SUPER SENTAI LIVE & SHOW 2013（東映ビデオ 2013年4月21日発売）
- 東映公認 鈴村健一・神谷浩史の仮面ラジレンジャー公開収録夏祭り2013（東映ビデオ 2014年1月10日発売）
- 超英雄祭 KAMEN RIDER×SUPER SENTAI LIVE & SHOW 2014（東映ビデオ 2014年4月18日発売）
- 超英雄祭 KAMEN RIDER×SUPER SENTAI LIVE & SHOW 2016（東映ビデオ 2016年5月11日発売）
- 仮面ライダー生誕45周年×スーパー戦隊シリーズ40作品記念 45×40 感謝祭 Anniversary LIVE & SHOW 仮面ライダーDAY（東映ビデオ 2017年5月10日発売）
- 仮面ライダー生誕45周年×スーパー戦隊シリーズ40作品記念 45×40 感謝祭 Anniversary LIVE & SHOW スーパー戦隊DAY（東映ビデオ 2017年5月10日発売）
- 動物戦隊ジュウオウジャー ファイナルライブツアー2017（東映ビデオ 2017年6月28日発売）

### Blu-ray
- 忍風戦隊ハリケンジャー 10 YEARS AFTER スペシャル版（東映ビデオ 2013年8月9日発売）[注 59]
- スーパー戦隊 V CINEMA & THE MOVIE Blu-ray BOX 2005-2013（東映ビデオ 2016年4月28日発売）[注 60]
- 動物戦隊ジュウオウジャー Blu-ray COLLECTION 1（東映ビデオ 2016年9月14日発売）[注 61]
- 劇場版 動物戦隊ジュウオウジャー ドキドキサーカスパニック! コレクターズパック（東映ビデオ 2016年12月7日発売）[注 62][注 63]
- 超英雄祭 KAMEN RIDER×SUPER SENTAI LIVE & SHOW 2018（東映ビデオ 2018年5月9日発売）
- 超英雄祭 KAMEN RIDER×SUPER SENTAI LIVE & SHOW 2019（東映ビデオ 2019年5月8日発売）
- 超英雄祭 KAMEN RIDER×SUPER SENTAI LIVE & SHOW 2020（東映ビデオ 2020年5月13日発売）
- 仮面ライダー生誕50周年×スーパー戦隊シリーズ45作品記念 50×45 感謝祭 Anniversary LIVE & SHOW DAY1 -SUPER SENTAI-（東映ビデオ 2022年6月22日発売）
- 仮面ライダー生誕50周年×スーパー戦隊シリーズ45作品記念 50×45 感謝祭 Anniversary LIVE & SHOW スペシャルパッケージ（東映ビデオ 2022年6月22日発売）[注 64]
- 超英雄祭 KAMEN RIDER×SUPER SENTAI LIVE & SHOW 2023（東映ビデオ 2023年6月14日発売）
- 超英雄祭 KAMEN RIDER×SUPER SENTAI LIVE & SHOW 2024（東映ビデオ 2024年6月12日発売）
- 超英雄祭 KAMEN RIDER×SUPER SENTAI LIVE & SHOW 2025（東映ビデオ 2024年6月11日発売）